# Kallmünz
Kallmünz, település Németországban, a Regensburgi kerületben, Bajorország tartományban. Lakosainak száma 2815 fő (2023. december 31.).

## Fekvése
Schwandorftól délnyugatra, a Naab folyó mellett, Regensburgtól mintegy 25 km-re északra fekvő település.

## Népesség
| Lakosok száma | 1250 | 1613 | 1872 | 2754 | 2824 | 2777 | 2799 | 2768 | 2757 | 2815 |
|               | 1875 | 1950 | 1975 | 1987 | 2012 | 2014 | 2016 | 2017 | 2021 | 2023 |

## Története
Kallmünz és környéke már a bronzkorban is lakott hely volt, amit az itteni várhegyen végzett ásatások is bizonyítanak, melyek során a várhegyen a bronzkor végéről való kelta kör-erődítés nyomai kerültek a felszínre.
A város máig megőrizte a szép középkori központját. A legfontosabb látnivalók itt Kallmünz várának romjai, melyek a város felett egy sziklán állnak, és a régi kőhíd a Naab folyón.
Kallmünzben, 1903 nyarán találkozott egymással Vaszilij Kandinszkij orosz festő és a német expresszionista festő Gabriele Münter. Azóta Kallmünz egy állandó egy kis művésztelepnek ad otthont.

## Nevezetességek
- Városháza - 1603-ban épült reneszánsz stílusban
- Plébániatemploma - 1758-ban épült barokk stílusban
- A Wittelsbachok 17. századi várkastélya - A város fölötti magas dombra épült várkastélyt többször is lerombolták. Az öreg torony és a lakóépület magas falai a 13. századból származnak, de az itt végzett feltárások során a vár körül bronzkor végéről való kelta kör-erődítés nyomait is feltárták.

## Galéria

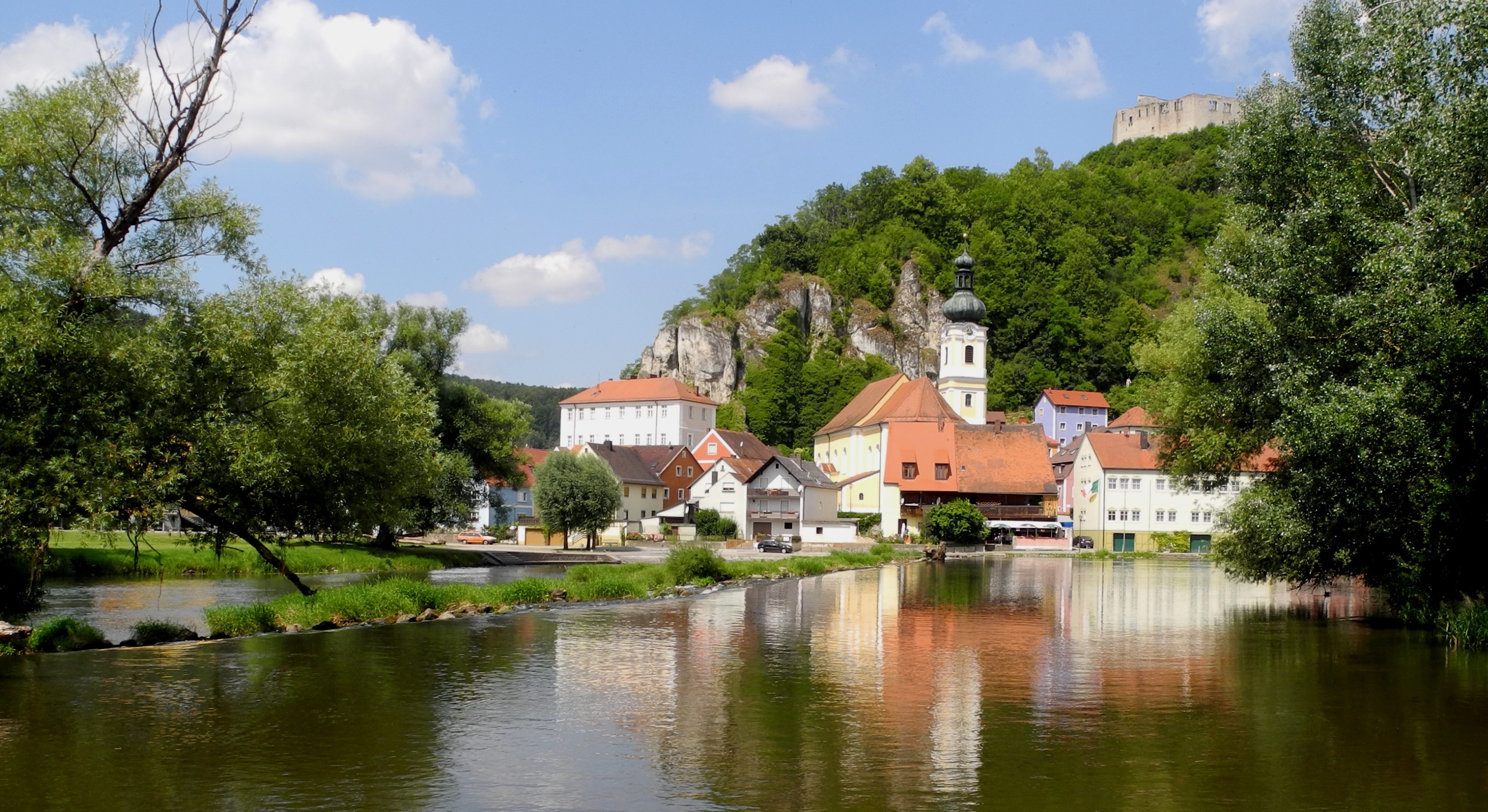
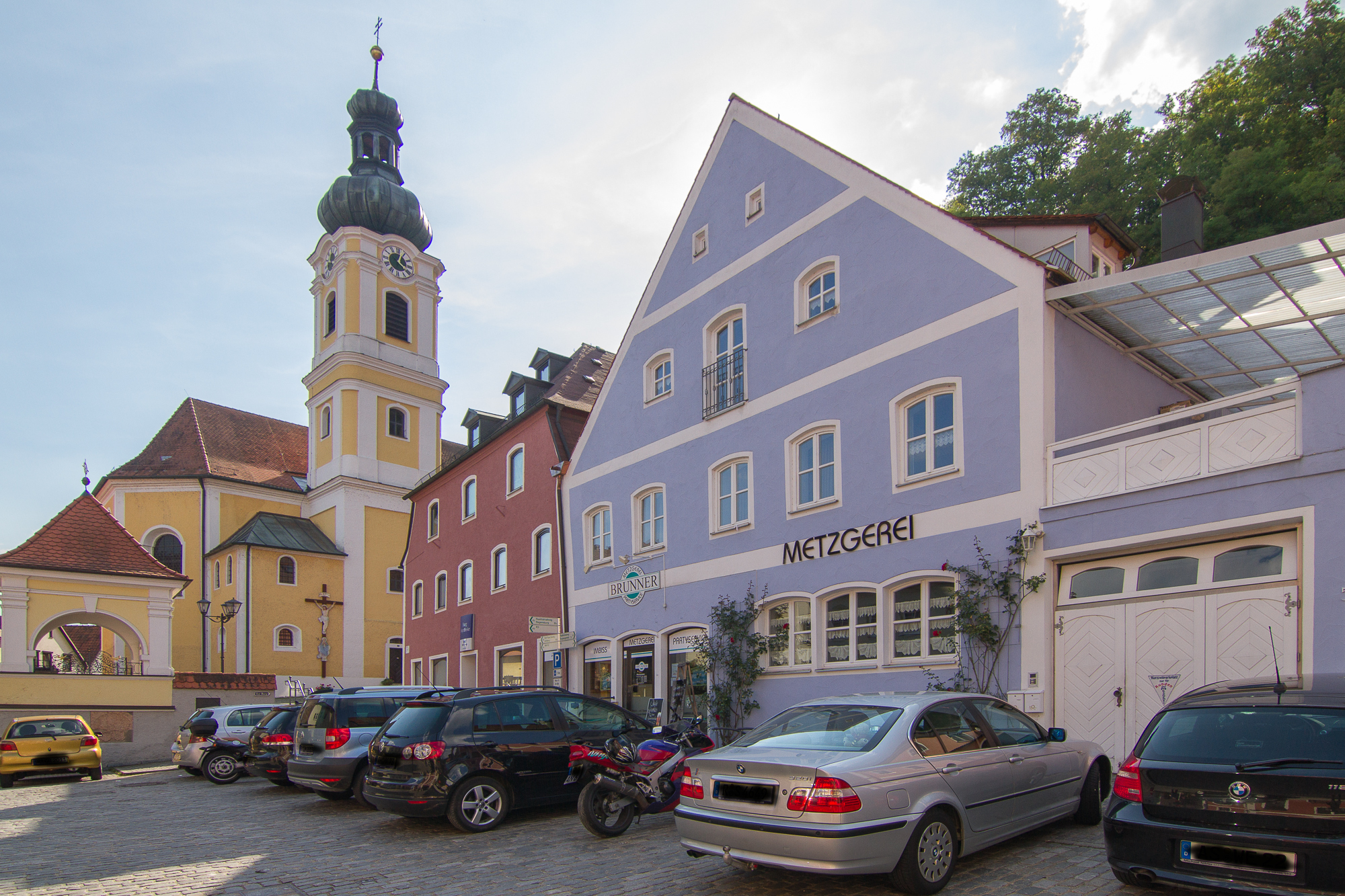
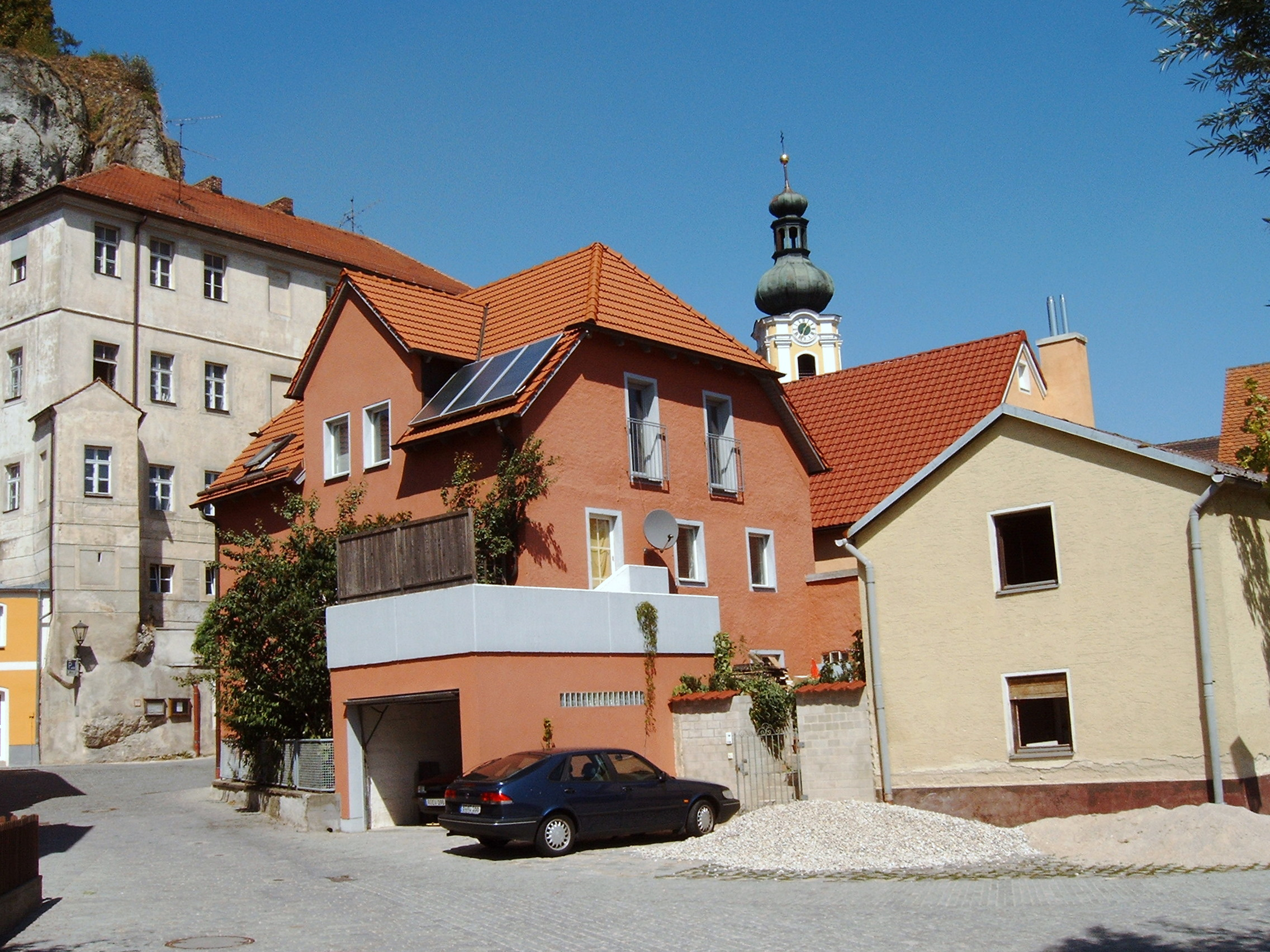
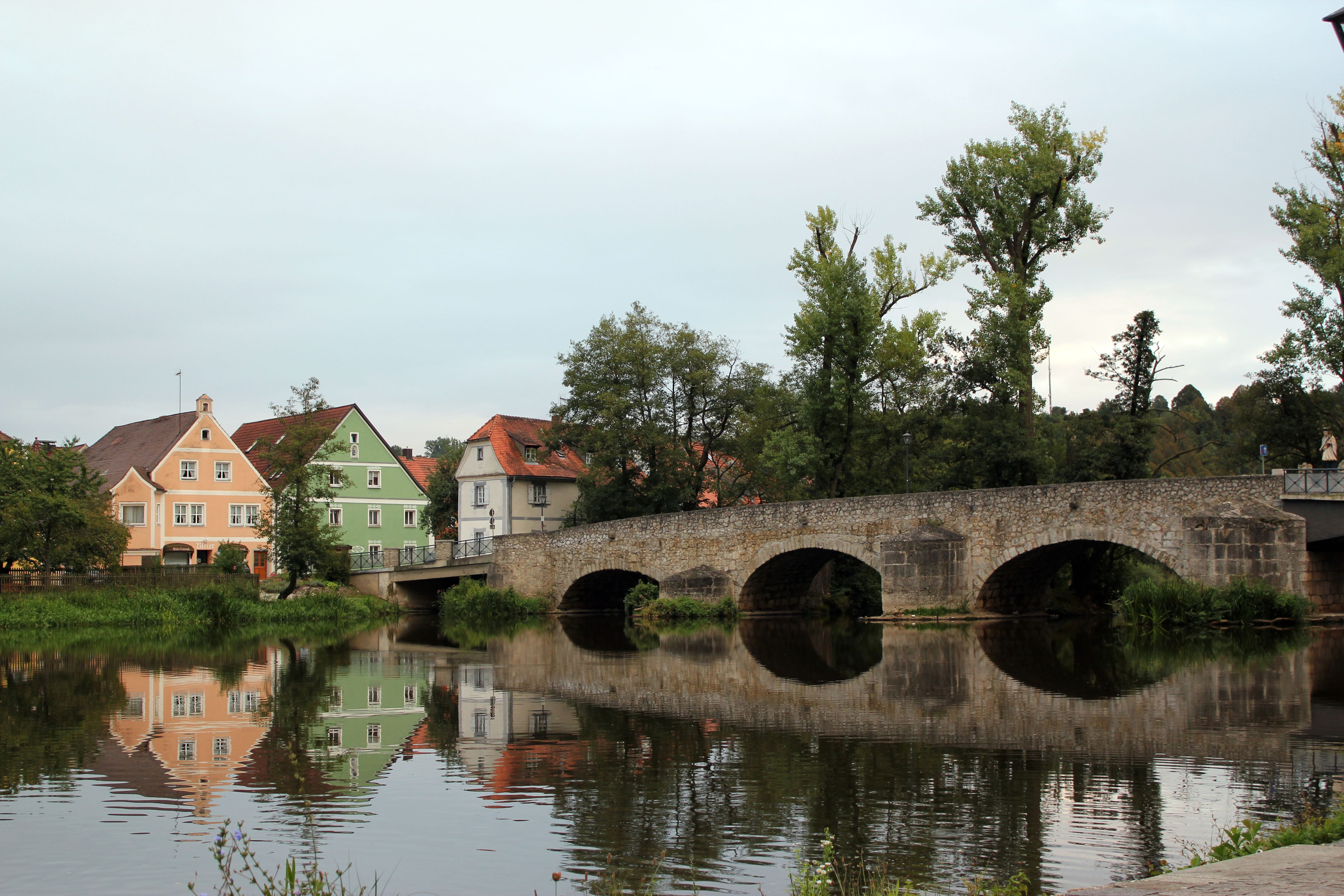
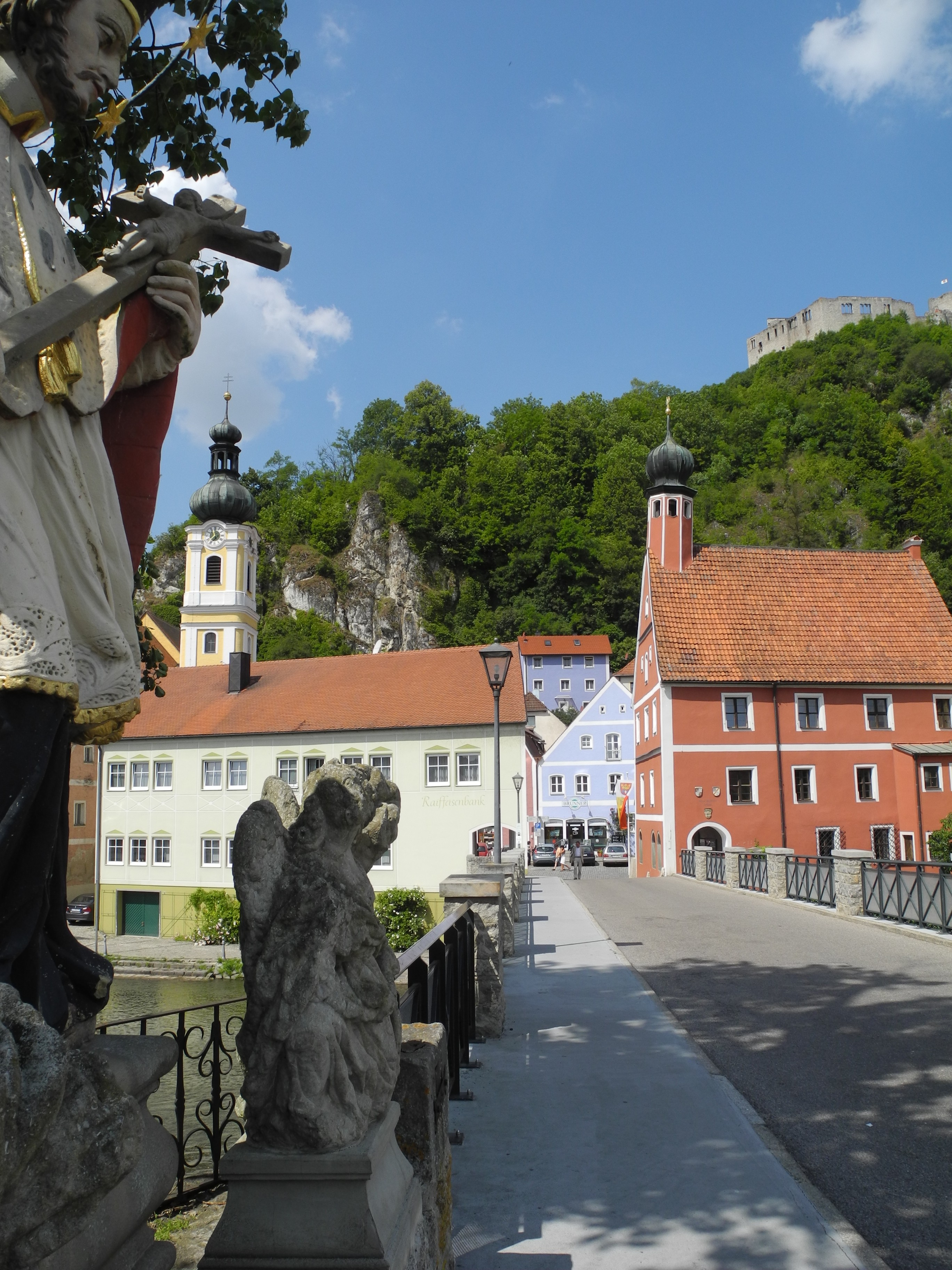
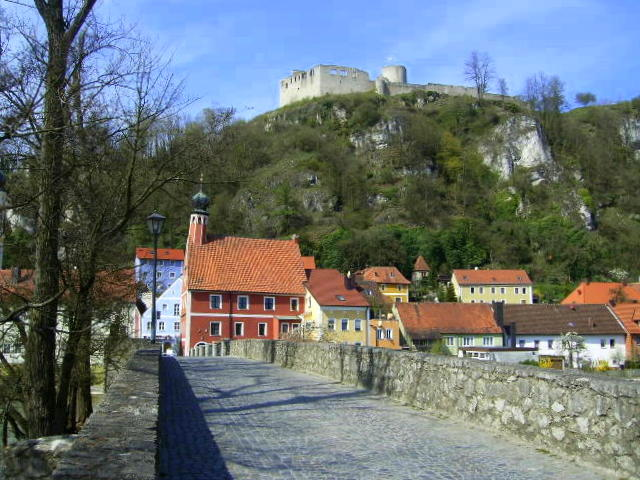
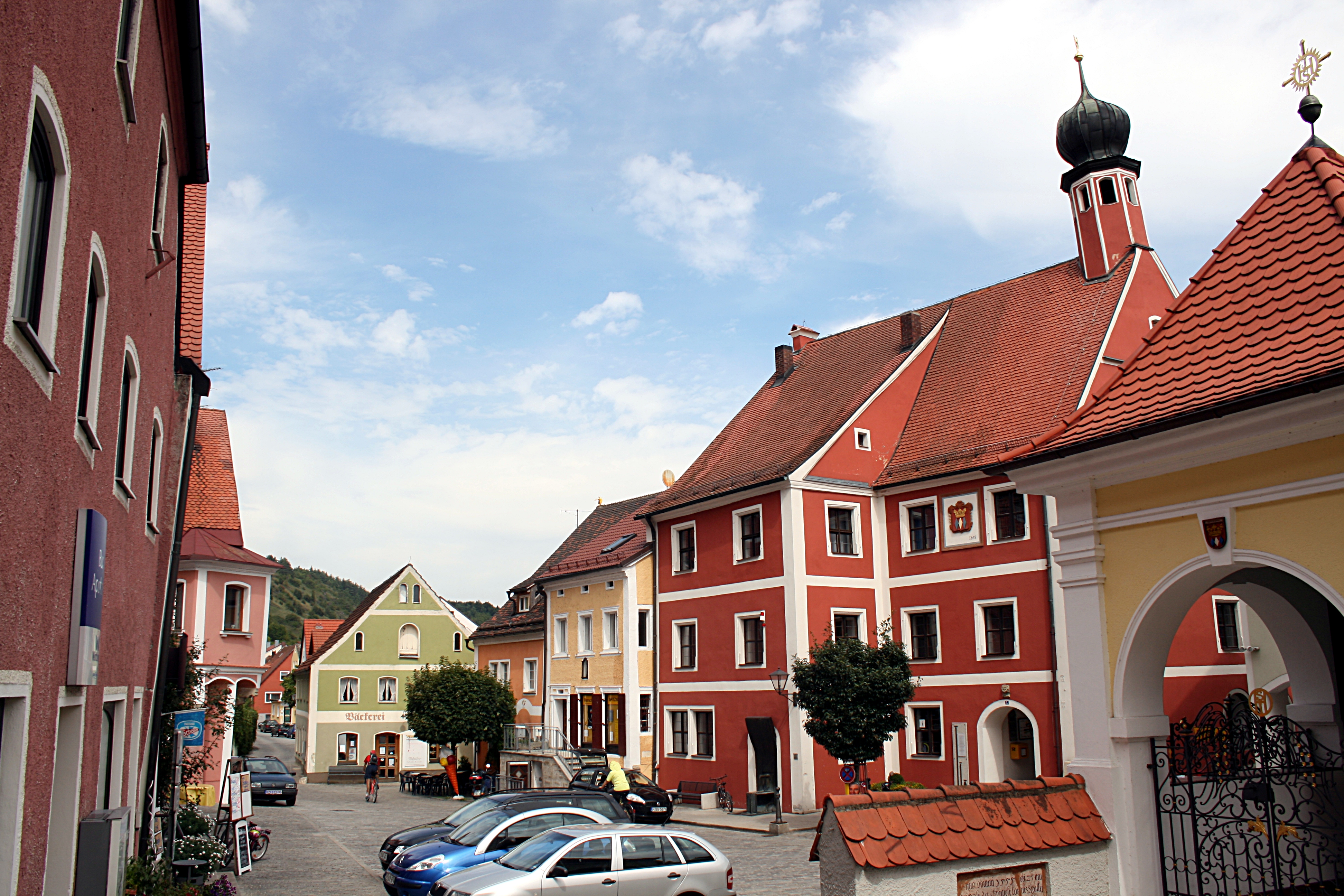
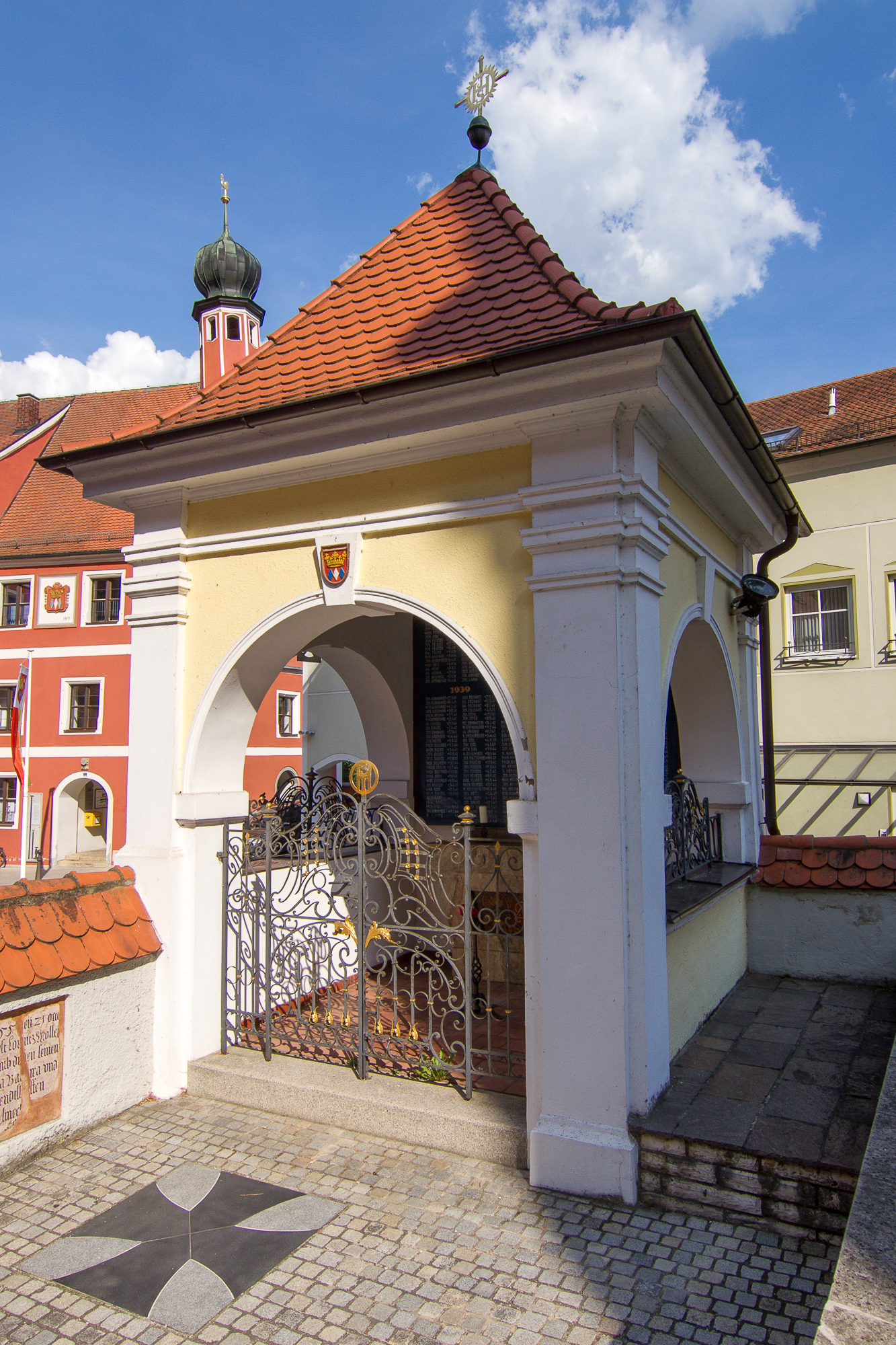